# 伊丹市神津交流センター
伊丹市神津交流センター（いたみしかみつこうりゅうセンター）は、兵庫県伊丹市に設置されている公民館・児童館・図書館などの複合型公共施設。

## 概要
1947年（昭和22年）に伊丹市へ編入された旧川辺郡神津村を前身とする市東部の神津地域では伊丹市役所神津支所・神津児童センターおよび伊丹市立図書館神津分室などの公共施設が点在していたが、いずれの施設も1970年代の竣工で老朽化が進んでいたため、2013年（平成25年）から複数の公共施設の再配置に関する協議が地域住民を交えて実施された。この協議の結果を踏まえ、2016年（平成28年）5月9日にこれら複数の施設を1つの複合施設に集約する形で開館したのが神津交流センターである。センターに近接する神津小学校や市立神津福祉センター、伊丹市初の認定こども園として2016年4月に開園した神津こども園との連携により、児童から高齢者まで幅広い年齢層の地域住民が交流する「多世代交流施設」が運営コンセプトとされている。
センターの立地は伊丹市立神津小学校の向かいに当たり、延床面積は前身となる各施設の合算に比べて2割弱削減された。開館当初から特定非営利活動法人（NPO）わくわくステーション神津が市立図書館分館（分室から昇格）を含め、センターの指定管理者を務めている（市役所支所部分は除く）。NPO法人を複合型公共施設の指定管理者とする方式は、伊丹市では2004年（平成16年）に開館した北部学習センター（きららホール）に続き2例目。

### 各階
| 階 | 概 要                                                          |
| -- | -------------------------------------------------------------- |
| 2F | 学習室、会議室、多目的ホール                                   |
| 1F | 県民交流広場、市役所神津支所、伊丹市立図書館北分館、神津児童館 |

## 伊丹市立図書館神津分館
伊丹市立図書館神津分館（いたみしりつとしょかんかみつぶんかん）は、神津交流センターの開館当初から1階に設置されている伊丹市立図書館の分館。兵庫県で最東端に位置する図書館である。
前身は1974年（昭和49年）1月25日に神津センター（旧市役所神津支所、森本三丁目56番地1号）3階で開室した「神津センター分室」で、1984年（昭和59年）5月4日に西桑津（桑津三丁目1番地36号）の神津児童センター内へ移転した。神津分室の開室は毎週金曜日のみに限定されており（夏休み・冬休み・春休みは水曜日も開室）、末期に当たる2014年（平成26年）度の蔵書数は17,867冊、来室者数が年間582人で貸出冊数が1,860冊と言う状況であった。
2016年（平成28年）5月9日、神津交流センターの開館に伴い同センターの1階へ移転すると共に旧分室の蔵書を引き継ぎ、神津分館へ昇格した。伊丹市立図書館の分館としては生涯学習センター（ラスタホール）内の南分館、北部学習センター（きららホール）内の北分館に続き3館目、また阪神地区公共図書館協議会に加盟する7市1町の公立図書館（図書室除く）としては17館目となる。
南分館と北分館では宮ノ前の本館（ことば蔵）とスライドさせる形でそれぞれ火曜日と水曜日を休館日としているが、神津分館では本館と同じ毎週月曜日を休館日としている。貸し出し条件等は本館に準じるため、伊丹市立図書館#利用案内を参照のこと。

## 交通アクセス
JR伊丹駅または阪急伊丹駅から伊丹市バス20〜23系統（岩屋循環線）に乗り「神津小学校前」下車すぐ。

### 周辺
- 伊丹市立神津小学校
- 伊丹市立神津こども園
- 伊丹市立神津福祉センター
- 伊丹市立こども文化科学館
- 西桑津公園
- 伊丹スカイパーク